# Oribatella undulata
Oribatella undulata är en kvalsterart som beskrevs av Choi 1986. Oribatella undulata ingår i släktet Oribatella och familjen Oribatellidae. Inga underarter finns listade i Catalogue of Life.